# Eduardo Pizzo
Eduardo Pizzo (Lomas de Zamora, Provincia de Buenos Aires; 14 de febrero de 1963) es un exfutbolista y director técnico argentino.

## Biografía
Realizó las divisiones inferiores en Los Andes, entidad donde actuó en el primer equipo entre 1981 y 1988, en la vieja Primera B y en la B Nacional (169, partidos 28 goles). En 1989/90 jugó en CA Tigre, en la B Nacional (30 presencias), y en la misma categoría actuó en 1990/91 para Atlético Cipolletti (Río Negro) (26 partidos, 4 goles). En el exterior jugó en Santiago Wanderers, de Chile, y en la B Metropolitana jugó en Club Atlético San Miguel.
En su carrera como técnico estuvo en equipos como Comunicaciones, Tristán Suárez, Los Andes, Deportivo Español, Atlanta, Moron, Almirante Brown, San Telmo, entre otros. 

## Equipos

### Como jugador
| Club                | País      | Año       |
| ------------------- | --------- | --------- |
| Los Andes           | Argentina | 1981-1988 |
| Tigre               | Argentina | 1989-1990 |
| Atlético Cipolletti | Argentina | 1990-1991 |
| Santiago Wanderers  | Chile     | 1991-1993 |
| San Miguel          | Argentina | 1993-1994 |
| General Lamadrid    | Argentina | 1996-1997 |

- Datos: Q5819578